# Operațiunea Vistula
Operațiunea Vistula (în poloneză Akcja "Wisła") a fost numele de cod al transferurilor forțate ale populației ucrainene din Polonia Populară în Teritoriile Recuperate din anul 1947. Operațiunea a fost declanșată la inițiativa autorităților comuniste poloneze și a avut ca scop eliminarea bazei de sprijin a Armatei Insurecționale Ucrainene, care fusese implicată în masacrarea polonezilor din Volânia și Galiția răsăriteană. Aproximativ 200.000 de civili care locuiau în regiunile munților Bieszczady și Beskizii de Jos au fost mutați cu forța așa-numitele Teritorii Recuperate (teritorii cedate Poloniei de către Germania în conformitate cu înțelegerile de la Ialta). Operațiunea a fost botezată cu numele unui dintre cele mai importante râuri poloneze Wisła (Vistula). 

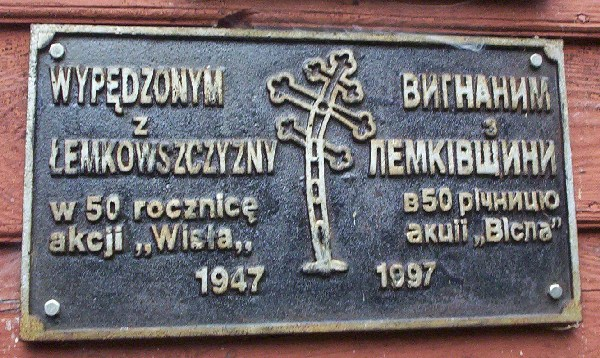
Inscripţie comemorativă în poloneză (stânga) și ucraineană (dreapta): „În memoria celor expulzaţi din Łemkowszczyzna, la a 50-a aniversare a «Operaţiunii Vistula», 1947-1997.”

După căderea comunismului în Europa Răsăriteană, operațiunea a fost condamnată de o serie de politicieni și istorici polonezi și ucraineni. Operațiunea Vistula a fost descrisă drept purificare etnică de mai multe surse occidentale,  poloneze și ucrainene.

## Contextul general
Obiectivul declarat al operațiunii era lupta împotriva Armatei Insurecționale Ucrainene (UPA), aflată în conflict deschis cu  Armia Ludowa și care se făcea vinovată de masacrarea civililor polonezi din unele din teritoriile de sud-est ale țării în perioada de sfârșit a celui de-al Doilea Război Mondial. Pretextul oficial al declanșării Operațiunii Vistula a fost oferit guvernului de la Varșovia de asasinarea pe 28 martie 1947 a generalului comunist Karol Świerczewski într-o  ambuscadă. S-a afirmat că vinovate de acest atac ar fi fost sotniile Cirin și Staci ale UPA. La doar 12 ore de la atac, autoritățile comuniste poloneze au luat decizia oficială a deportării ucrainenilor și lemkienilor din regiunile din sud-estul Poloniei. Astăzi se știe însă că preparativele pentru declanșarea Operațiunii Vistula începuseră cel puțin în ianuarie 1947, cu trei luni mai înainte de asasinarea generalului Świerczewski.

## Deportările și represiunile
Ordinul ministrului polonez pentru Teritoriile Recuperate, „principalul obiectiv al relocării coloniștilor «W» este asimilare lor în noul mediu polonez, iar toate eforturile ar trebui să fie depuse în această direcție. Nu folosiți termenul ucraineni pentru coloniști. În cazurile în care reprezentanți ai intelectualității ajung în Teritoriile Recuperate, ei trebuie instalați separat de comunitățile de coloniști «W»”.
Operațiunea a fost dusă la îndeplinire de Grupul Operațional Vistula formată din aproximativ 20.000 de soldați sub comanda generalului Stefan Mossor. Personalul acestui grup includea soldați ai Armatei Populare a Poloniei și ai Corpurilor Interne de Securitate, dar și luptători ai  Milicja Obywatelska și  Urząd Bezpieczeństwa.. Operațiunea a început pe 28 aprioie 1947 la ora 4 dimineața. Expulzații erau cei aproximativ 140.000 – 150.000 de ucrainenei și lemkieni care încă locuiau în Polonia după „repatrierile” forțate a ucrainenilor polonezi în Uniunea Sovietică din 1944 – 1946.
Procesul deportării era unul foarte rapid, deportații având la dispoziție doar câteva ore să se pregătească, fiindu-le permis să ia cu ei doar un număr limitat de bunuri proprii. Deportații erau transportați departe de locurile de baștină în vagoane de marfă. Aprovizionarea cu hrană a deportaților a fost neregulată, condițiile de transport foarte grele, iar călătoria pe cale ferată a durat mult mai mult decât se plănuise inițial. Numeroși deportați au pierit în timpul tranzitului.
Intelectuali și membrii clerului ucrainean (atât din Biserica Greco-Catolică Ucraineană, cât și din Biserica Ortodoxă a Ucrainei) au fost trimiși din punctele de colectare în lagărul de concentrare din Jaworzno, care fusese subordonat lagărului de la Auschwitz construit de Germania Nazistă. În lagărul de la Jaworzno au fost deținuți aproximativ 4.000 de persoane, printre care și 800 de femei ucrainene și lemkiene și mai multe zeci de copii. Prizonierii, dintre care 200 au murit pe timpul detenției, au fost supuși unor interogatorii dure și au fost bătuți.
Polonezii de etnie ucraineană au fost colonizați într-o zonă vastă din nord (Varmia și Mazuria) și vest (Teritoriile Recuperate). Atoritățile au avut grijă ca persoanele dislocate să nu reprezinte în noile comunități formate mai mult de 10% din populație. Operațiunea Vistula s-a încheiat în mod oficial pe date de 31 iulie 1947. Ultima relocare a locuitorilor de etnie ucraineană a avut însă loc în 1952.
Consecința imediată a Operațiunii Vistula a fost depopularea aproape totală a unor regiuni (Pogórze Przemyskie, Bieszczady și Beskid Niski). Relocarea populației de origine ucraineană a schimbat în mod radical situația forțelor rebele UPA, care au fost lipsite de sprijinul material și uman necesar continuării luptei cu autoritățile comuniste. În ciuda acestui fapt, insurgenții ucraineni au continuat lupta cu autoritățile poloneze pentru o perioadă de timp. Unii dintre rebeli au reușit să fugă în străinătate, în special în Germania de Vest și SUA.

## Deportările
Deportările au avut loc în trei faze distincte. Prima fază a avut loc la sfârșitul celui de-al doilea război mondial. Polonia și Ucraina Sovietică au procedat la un schimb de populație – aproximativ 2.100.000 de polonezi care locuiau la est de noua linie de frontieră au fost deportați în Polonia, în vreme ce 450.000 de ucraineni de la vest de aceeași linie au fost deportați în Ucraina (septembrie 1944 – aprilie 1946). Au existat și ucraineni și lemkieni (aproximativ 200.000 de persoane) care au părăsit regiunea sud-estică a Poloniei în mod voluntar (1944 – 1945). Între Polonia și URSS au fost semnate acorduri bilaterale care reglementau transferurile de populație pe 9 septembrie 1944 și 16 august 1945. 300.000 de ucraineni și lemkieni din Polonia nu au fost însă deportați, rămânând în continuare să trăiască în Polonia.
A doua fază a avut loc în 1947 în timpul Operațiunii Vistula. Rusinii și ucrainenii care mai locuiau încă în sud-estul Poloniei au fost relocați forțat în vestul și nordul țării. Acest nou val de deportări a avut loc în perioada 28 aprilie – 31 iulie 1947 și a afectat 130.000 – 140.000 de persoane.
O a treia fază a deportării ucrainenilor și polonezilor a avut loc în 1951, când Polonia și Uniunea Sovietică au modificat linia de frontieră de pe cursul superior al râului San și din regiunea orașului Belz. Cu această ocazie a avut loc un schimb de populație între cele două țări.

## Situația lemkienilor din Polonia
Aproximativ 5.000 de familii de lemkieni s-au reîntors în regiunile natale din sud-estul Poloniei în 1957 și 1958. Recensământul din Polonia din 2002/2003 a subliniat că cetățenii care s-au autodeclarat lemkieni au numărat doar 5.800 de oameni. Dar estimările neoficiale dau cifre de aproximativ 100.000 de lemkieni locuitori ai Poloniei, dintre care 10.000 în regiunile de origine precum Łemkowszczyzna.

## Urmări

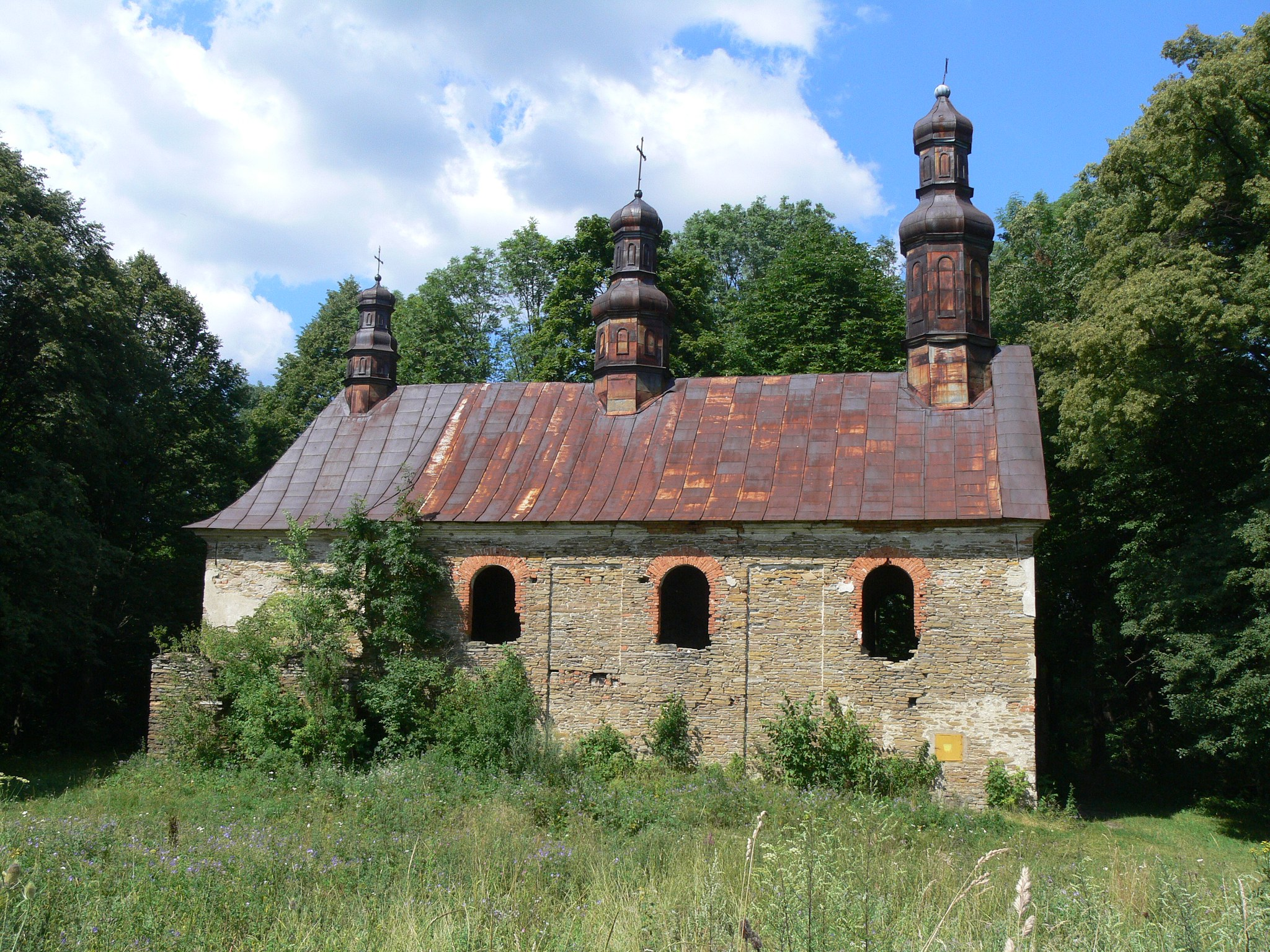
Ruinele bisericii greco-catolice din Królik Wołoski (Królikul Valah), localitate depopulată la 10 km sud de Krosno

Operațiunea Vistula a rămas, (alături de represiunile împotriva ucrainenilor în teritoriile controlate de polonezi după încheierea războiului polono-ucrainean și împărțirea Ucrainei prin Pacea de la Riga sau  masacrarea populației civile poloneze de către Armata Insurecțională Ucraineană în timpul celei de-a doua conflagrații mondiale), ca o pagină dureroasă în istoria relațiilor dintre polonezi și ucraineni.
Pe 3 august 1990 Senatul Republicii Polone a adoptat o rezoluție prin care a condamnat Operațiunea Vistula declanșată de guvernul postbelic polonez. Ca urmare, Rada Supremă a Ucrainei a adoptat o declarație prin care acceptă că rezoluția Senatului Polonez este un pas important spre corectarea nedreptăților suferite de ucrainenii din Polonia. În aceeași rezoluție, Rada a condamnat actele criminale ale regimului stalinist împotriva poporului polonez.
Pe 18 aprilie 2002 președintele Poloniei Aleksander Kwaśniewski și-a exprimat regretul pentru Operațiunea Vistula. Președintele a descris operațiunea ca un simbol al opresiunii regimului comunist împotriva minorității ucrainene.
În 2007 președinții polonez Lech Kaczyński și ucrainean Viktor Iușcenko au condamnat Operațiunea Vistula ca fiind o încălcare a drepturilor omului. Președintele ucrainean a subliniat că operațiunea a fost responsabilitatea unui „regim totalitarist comunist”.

## Vedeți și
- Masacrarea polonezilor din Volânia

### În limba poloneză
- Eugeniusz Misiło, Akcja " Wisła" Dokumenty , ISBN 83-900854-2-9, Archiwum Ukrainskie-Zaklad Wydawniczy "Tyrsa", Warszawa, 1993, ISBN 83-900854-2-9
- Robert Witalec, Biuletyn Instytutu Pamięci Narodowej nr 11 ""Kos" kontra UPA"[nefuncțională]
, ISSN 16419561
- Tomasz Kalbarczyk, Biuletyn Instytutu Pamięci Narodowej nr 1-2 "Powrót Łemków"[nefuncțională]
, ISSN 16419561
- Akcja Wisła
- ^ Beskid Niski, Rewasz, Pruszków 1999,  ISBN 83-85557-59-8
- Władysław A. Serczyk, Historia Ukrainy, Zakład Narodowy im. Ossolińskich, Wrocław 2001, ISBN 83-04-04530-3
- Andrzej L. Sowa, Stosunki polsko-ukraińskie 1939-1947, Kraków, 1998, ISBN 839093158
- Colectiv, Grzegorz Motyka, Służby bezpieczeństwa Polski i Czechosłowacji wobec Ukraińców (1945–1989), Instytut Pamięci Narodowej, Warszawa 2005, ISBN 83-89078-86-4

### În limba ucraineană
- Roman Drozd, „Явожно– трагічний символ акції «Вісла»” Arhivat în 30 septembrie 2007, la Wayback Machine. („Jaworzno -  simbolul tragic al Operațiunii Wisła”) în săptămânlul „Наше слово” #18/2004
- Paginaf Instytut Pamięci Narodowej Arhivat în 25 noiembrie 2005, la Wayback Machine. în ucraineană

## Resurse internet
- OPERACJA "WISŁA" - OPERATION code-named "VISTULA" pe lemko.org.
- The Lemko Region, 1939-1947 War, Occupation and Deportation.
- THE UPA IN THE LIGHT OF POLISH DOCUMENTS Book One: Military Court of Operation Group "Wisla"
- pl  „Wisła” Arhivat în 29 august 2009, la Wayback Machine., Internetowa encyklopedia PWN
- A statement of Verkhovna Rada of the Ukrainian SSR of 9 septembrie 1990, in response to the resolution of the Senate of the Republic of Poland of 3 septembrie 1990, regarding the "Visla" action Arhivat în 25 mai 2006, la Wayback Machine., in Ukrainian.
- "Polish, Ukrainian presidents sign concord declaration" in Ukrainian Weekly Arhivat în 27 februarie 2005, la Wayback Machine.
- Ярослав Грицак  (Yaroslav Hrytsak) (1996). Формування модерної української нації XIX-XX ст.  (Formation of the Modern Ukrainian Nation in the late 19th–20th centuries). Kiev: Генеза (Heneza). ISBN 966-504-150-9.. Available online.
- Rafał Wnuk, Recent Polish Historiography on Polish-Ukrainian Relations during World War II and its Aftermath